# Allirahu
Allirahu este o arie protejată (arie specială de conservare — SAC, sit de importanță comunitară — SCI) din Estonia întinsă pe o suprafață de 1.970,5 ha, integral pe uscat.

## Localizare
Centrul sitului Allirahu este situat la coordonatele 58°09′26″N 22°47′56″E / 58.1573°N 22.7988°E.

## Înființare
Situl Allirahu a fost declarat sit de importanță comunitară în aprilie 2004 pentru a proteja 1 specie de animale. Situl a fost protejat și ca arie specială de conservare în iulie 2005.

## Biodiversitate
Situată în ecoregiunile boreală și marină baltică, aria protejată conține 2 habitate naturale: Recifuri, Insulițe și insule mici din Baltica boreală.
La baza desemnării sitului se află o specie protejată de  mamifere: Halichoerus grypus.